# Евфимий Тырновский
Евфимий Тырновский (болг. Евтимий Търновски, ок. 1325, Тырново, Второе Болгарское царство — ок. 1403, Бачковский монастырь) — последний и самый известный патриарх Второго Болгарского царства, писатель и книжник.
Патриарх Евфимий канонизирован как святой, его память почитается в тот же день, как и память святого Евфимия Великого — 20 января. В его честь в Софии названа станция метро.
Большинство сведений о его жизни известно из текстов его учеников, основным из которых является «Похвальное слово о Евфимии», которое написал Григорий Цамблак.

## Сочинения
Известны 15 сочинений патриарха Евфимия — литургические книги, похвальные слова, жития и послания. Вероятно, многие из его трудов были уничтожены, или его авторство не установлено.
- Жития:

1. «Житие Ивана Рильского»
2. «Житие Иллариона Мыгленского»
3. «Житие Филофеи Темнишской»
4. «Житие Петки Тырновской»

- Похвальные слова:

1. «Похвальное слово о Михаиле Воине»
2. «Похвальное слово о Иоанне Поливотском»
3. «Похвальное слово о святой Неделе»
4. «Похвальное слово о святых Константине и Елене»

- Послания:

1. «Послание Киприану»
2. «Послание митрополиту Арсению»
3. «Послание тисменскому монаху Никодиму»

## Ученики
К его ученикам и продолжателям книжной традиции традиционно относят следующих книжников:
- Киприан
- Григорий Цамблак
- Иоасаф Бдинский
- Константин Костенецкий

## Исследования
- Иванова, Кл. Патриарх Евтимий. С., 1986.
- Патриарх Евтимий Търновски и неговото време. Материали от националната научна сесия за 600 г. от заточението на св. Евтимий, патриарх Търновски, Велико Търново, 6 октомври 1993 г. Ред. кол. Георги Данчев и др. Велико Търново, 1998 (Проглас).
- Святой патриарх Евтимий — «добрый пастирь» болгарского народа… (Пламен Павлов)(болг.)